# Alekszandr Vlagyimirovics Makszimenko
Alekszandr Vlagyimirovics Makszimenko (Oroszul: Александр Владимирович Максименко) (Rosztov-na-Donu, 1998. március 19. –) orosz korosztályos válogatott labdarúgó, a Szpartak Moszkva játékosa.

## Pályafutása

### Klubcsapatokban
A Lokomotyiv Rosztov-na-Donu, a V. Ponyegyelnyika Akagyemija Rosztov-na-Donu és a Szpartak Moszkva korosztályos csapataiban nevelkedett. 2016. augusztus 13-án mutatkozott be a második csapatban az FK Tyumeny csapata ellen, 2017. október 25-én pedig a felnőttek között az orosz kupában a Szpartak-Nalcsik csapata ellen. 2018. július 28-án a bajnokságban is megjelent az Orenburg ellen. 2018. augusztus 8-án a görög PAÓK elleni UEFA-bajnokok ligája 3. selejtezőkörében mutatkozott be a sorozatban.

### A válogatottban
Részt vett a 2015-ös U17-es labdarúgó-Európa-bajnokságon és az U17-es labdarúgó-világbajnokságon is.

## Család
Testvére, Maxim röplabda játékos, aki részt vett a 2015-ös röplabda világbajnokságon.

## Statisztika
2020. március 14-i állapotnak megfelelően.
| Klub               | Szezon   | Bajnokság            | Bajnokság | Bajnokság | Kupa  | Kupa  | Nemzetközi | Nemzetközi | Összesen | Összesen |
| Klub               | Szezon   | Osztály              | Mérk.     | Gólok     | Mérk. | Gólok | Mérk.      | Gólok      | Mérk.    | Gólok    |
| ------------------ | -------- | -------------------- | --------- | --------- | ----- | ----- | ---------- | ---------- | -------- | -------- |
| Szpartak Moszkva   | 2014–15  | Orosz Premier League | 0         | 0         | 0     | 0     | –          | –          | 0        | 0        |
| Szpartak Moszkva   | 2015–16  | Orosz Premier League | 0         | 0         | 0     | 0     | –          | –          | 0        | 0        |
| Szpartak Moszkva   | 2016–17  | Orosz Premier League | 0         | 0         | 0     | 0     | 0          | 0          | 0        | 0        |
| Szpartak Moszkva   | 2017–18  | Orosz Premier League | 0         | 0         | 1     | 0     | 0          | 0          | 1        | 0        |
| Szpartak Moszkva   | 2018–19  | Orosz Premier League | 23        | 0         | 1     | 0     | 8          | 0          | 32       | 0        |
| Szpartak Moszkva   | 2019–20  | Orosz Premier League | 21        | 0         | 2     | 0     | 4          | 0          | 7        | 0        |
| Szpartak Moszkva   | Összesen | Összesen             | 44        | 0         | 4     | 0     | 12         | 0          | 60       | 0        |
| Szpartak-2 Moszkva | 2015–16  | FNL                  | 0         | 0         | –     | –     | –          | –          | 0        | 0        |
| Szpartak-2 Moszkva | 2016–17  | FNL                  | 4         | 0         | –     | –     | –          | –          | 4        | 0        |
| Szpartak-2 Moszkva | 2017–18  | FNL                  | 20        | 0         | –     | –     | –          | –          | 20       | 0        |
| Szpartak-2 Moszkva | Összesen | Összesen             | 24        | 0         | 0     | 0     | 0          | 0          | 24       | 0        |
| Összesen           | Összesen | Összesen             | 68        | 0         | 4     | 0     | 12         | 0          | 84       | 0        |